# 女教師・裕美の放課後
『女教師・裕美の放課後』（おんなきょうし・ゆみのほうかご）は、綺羅光の官能小説デビュー作品であり、1984年3月にフランス書院より発売された。また、2002年9月13日にはGuiltyNよりアダルトゲーム版が発売され、2003年8月8日と同年11月14日にはバニラより18禁OVA版全2巻が発売された。 

## ストーリー
石黒と権藤に組んで性支配化にされてしまった美貌の英語教師・葉山裕美。彼女を従順な性奴隷へと調教していく。

## 登場人物
葉山裕美（はやま ゆみ）

藤村惠子（ふじむら けいこ）

吉岡克敏（よしおか かつとし）

石黒文造（いしぐろ ぶんぞう）

権藤（ごんどう）

立川俊（たつかわ とし）

## 書誌情報
- 『女教師・裕美の放課後』（フランス書院〈フランス書院文庫〉 1984年3月発売） ISBN 9784829600726
- 『綺羅光プレミアム〈1〉女教師・裕美の放課後、女教師・私生活』（フランス書院〈フランス書院文庫〉 2006年4月25日発売） ISBN 4-829-68701-0

## アダルトゲーム版スタッフ
- 原作：綺羅光
- ジャンル：官能ノベルタイプADV
- 原画：相川亜利砂
- シナリオ：綺羅光
- 製作・発売：GuiltyN

## 18禁OVA版
各巻リスト
- 女教師・裕美の放課後 前編 （2003年8月8日発売）
- 女教師・裕美の放課後 後編 （2003年11月14日発売）

声の出演
- 葉山裕美 - 落合美子
- 藤村惠子 - 今井麻見
- 吉岡克敏 - 古瀬十三
- 石黒文造 - 高島秀雄
- 権藤 - 麻田次郎
- 立川俊 - 須藤高太郎

スタッフ
- 原作：綺羅光 / ウィル
- プロデューサー：枇把島しゆう太、二木力
- 脚本：高橋裕太
- 絵コンテ：いしけん
- アニメーション・キャラクターデザイン・作画監督：大河原晴男
- 美術監督：伊谷たかし
- 色彩設計・色指定：黒猫
- 撮影監督：田神悠宇
- 編集オベレーター：AMGA、競昌則
- 音楽：Yoshi.他
- 音響監督：吉田知弘
- 原画：山田浩、伊藤浩、いしけん、ごとう輝、山あつし、大飛龍狂一、山前浩滋
- 編集：AMGA
- アニメーション・プロデューサー：丸尾未弥
- アニメーション制作：Y.O.U.C.
- 制作：デジタルワークス
- 監督：大河原晴男
- 発売元：バニラ
- 販売元：ジェイ・ブイ・ディー